# تانیا اورتیس
تانیا اورتیس (انگلیسی: Tania Ortiz؛ زادهٔ ۳۰ اکتبر ۱۹۶۵) بازیکن والیبال اهل کوبا بود.
وی در مسابقات کشوری و بین‌المللی در مجموع برندهٔ ۱ مدال طلا شده‌است.